# Mistrzostwa Świata w Wioślarstwie 2008 – jedynka wagi lekkiej mężczyzn
Jedynka wagi lekkiej mężczyzn (LM1x) – konkurencja rozgrywana podczas Mistrzostw Świata w Wioślarstwie 2008 w Linz między 22 a 27 lipca.

## Harmonogram konkurencji
| Wydarzenie               | Runda         |
| ------------------------ | ------------- |
| Wtorek, 22 lipca 2008    | Eliminacje    |
| Środa, 23 lipca 2008     | Ćwierćfinały  |
| Piątek, 25 lipca 2008    | Półfinały C/D |
| Piątek, 25 lipca 2008    | Półfinały A/B |
| Niedziela, 27 lipca 2008 | Finał E       |
| Niedziela, 27 lipca 2008 | Finał D       |
| Niedziela, 27 lipca 2008 | Finał C       |
| Niedziela, 27 lipca 2008 | Finał B       |
| Niedziela, 27 lipca 2008 | Finał A       |

## Medaliści
| Złoto                        | Srebro                   | Brąz                 |
| Nowa Zelandia · Duncan Grant | Holandia · Jaap Schouten | Grecja · Ilias Papas |

## Wyniki

### Eliminacje
Reguła kwalifikacji: 1-3 → Ć, 4.. → Ć lub FE

#### Eliminacje 1
| Miejsce | Zawodnik              | Kraj          | Czas    | Uwagi |
| ------- | --------------------- | ------------- | ------- | ----- |
| 1       | Duncan Grant          | Nowa Zelandia | 7:02,34 | Ć     |
| 2       | Mohsen Shadi Naghadeh | Iran          | 7:04,93 | Ć     |
| 3       | Matti Jääskeläinen    | Finlandia     | 7:25,96 | Ć     |
| 4       | Mohamed Mhenni        | Tunezja       | 7:32,55 | Ć     |
| 5       | Makar Sargsjan        | Armenia       | 7:49,75 | FE    |

#### Eliminacje 2
| Miejsce | Zawodnik               | Kraj              | Czas    | Uwagi |
| ------- | ---------------------- | ----------------- | ------- | ----- |
| 1       | Ilias Papas            | Grecja            | 7:13,76 | Ć     |
| 2       | Wouter Van der Fraenen | Belgia            | 7:19,06 | Ć     |
| 3       | Robert Zechmann        | Stany Zjednoczone | 7:24,88 | Ć     |
| 4       | Dimitry Margolin       | Izrael            | 7:30,95 | Ć     |

#### Eliminacje 3
| Miejsce | Zawodnik          | Kraj      | Czas    | Uwagi |
| ------- | ----------------- | --------- | ------- | ----- |
| 1       | Sebastian Sageder | Austria   | 7:05,42 | Ć     |
| 2       | Takahiro Suda     | Japonia   | 7:08,45 | Ć     |
| 3       | Nikola Tomić      | Chorwacja | 7:10,33 | Ć     |
| 4       | Mete Yeltepe      | Turcja    | 7:41,67 | Ć     |

#### Eliminacje 4
| Miejsce | Zawodnik               | Kraj            | Czas    | Uwagi |
| ------- | ---------------------- | --------------- | ------- | ----- |
| 1       | Jaap Schouten          | Holandia        | 7:02,61 | Ć     |
| 2       | Jesús Álvarez González | Hiszpania       | 7:06,03 | Ć     |
| 3       | Miloš Stanojević       | Serbia          | 7:06,85 | Ć     |
| 4       | Adam Freeman-Pask      | Wielka Brytania | 7:09,64 | Ć     |

#### Eliminacje 5
| Miejsce | Zawodnik               | Kraj     | Czas    | Uwagi |
| ------- | ---------------------- | -------- | ------- | ----- |
| 1       | Jörg Lehnigk           | Niemcy   | 7:08,94 | Ć     |
| 2       | Lukáš Babač            | Słowacja | 7:13,09 | Ć     |
| 3       | Alan Eber Armenta Vega | Meksyk   | 7:17,14 | Ć     |
| 4       | Tomasz Kucharski       | Polska   | 7:21,86 | Ć     |

#### Eliminacje 6
| Miejsce | Zawodnik          | Kraj   | Czas    | Uwagi |
| ------- | ----------------- | ------ | ------- | ----- |
| 1       | Lorenzo Bertini   | Włochy | 7:06,96 | Ć     |
| 2       | Andriej Szewiel   | Rosja  | 7:12,28 | Ć     |
| 3       | Felipe Leal Atero | Chile  | 7:13,32 | Ć     |
| 4       | Gergely Kitka     | Węgry  | 7:20,66 | Ć     |

### Ćwierćfinały
Reguła kwalifikacji: 1-3 → PA/B, 4... → PC/D

#### Ćwierćfinał 1
| Miejsce | Zawodnik               | Kraj            | Czas    | Uwagi |
| ------- | ---------------------- | --------------- | ------- | ----- |
| 1       | Ilias Papas            | Grecja          | 7:11,74 | PA/B  |
| 2       | Lukáš Babač            | Słowacja        | 7:18,13 | PA/B  |
| 3       | Jesús Álvarez González | Hiszpania       | 7:20,00 | PA/B  |
| 4       | Adam Freeman-Pask      | Wielka Brytania | 7:21,80 | PC/D  |
| 5       | Nikola Tomić           | Chorwacja       | 7:26,69 | PC/D  |
| 6       | Matti Jääskeläinen     | Finlandia       | 7:30,32 | PC/D  |

#### Ćwierćfinał 2
| Miejsce | Zawodnik              | Kraj              | Czas    | Uwagi |
| ------- | --------------------- | ----------------- | ------- | ----- |
| 1       | Mohsen Shadi Naghadeh | Iran              | 7:07,62 | PA/B  |
| 2       | Sebastian Sageder     | Austria           | 7:09,70 | PA/B  |
| 3       | Miloš Stanojević      | Serbia            | 7:14,04 | PA/B  |
| 4       | Andriej Szewiel       | Rosja             | 7:20,77 | PC/D  |
| 5       | Gergely Kitka         | Węgry             | 7:26,49 | PC/D  |
| 6       | Robert Zechmann       | Stany Zjednoczone | 7:27,90 | PC/D  |

#### Ćwierćfinał 3
| Miejsce | Zawodnik               | Kraj          | Czas    | Uwagi |
| ------- | ---------------------- | ------------- | ------- | ----- |
| 1       | Duncan Grant           | Nowa Zelandia | 7:11,14 | PA/B  |
| 2       | Lorenzo Bertini        | Włochy        | 7:16,74 | PA/B  |
| 3       | Takahiro Suda          | Japonia       | 7:19,66 | PA/B  |
| 4       | Alan Eber Armenta Vega | Meksyk        | 7:27,82 | PC/D  |
| 5       | Tomasz Kucharski       | Polska        | 7:29,46 | PC/D  |
| 6       | Mete Yeltepe           | Turcja        | 8:15,55 | PC/D  |

#### Ćwierćfinał 4
| Miejsce | Zawodnik               | Kraj     | Czas    | Uwagi |
| ------- | ---------------------- | -------- | ------- | ----- |
| 1       | Jaap Schouten          | Holandia | 7:11,88 | PA/B  |
| 2       | Jörg Lehnigk           | Niemcy   | 7:12,99 | PA/B  |
| 3       | Wouter Van der Fraenen | Belgia   | 7:17,58 | PA/B  |
| 4       | Felipe Leal Atero      | Chile    | 7:21,70 | PC/D  |
| 5       | Mohamed Mhenni         | Tunezja  | 7:36,50 | PC/D  |
| 6       | Dimitry Margolin       | Izrael   | 7:47,11 | PC/D  |

### Półfinały C/D
Reguła kwalifikacji: 1-3 → FC, 4... → FD

#### Półfinały C/D 1
| Miejsce | Zawodnik           | Kraj            | Czas    | Uwagi |
| ------- | ------------------ | --------------- | ------- | ----- |
| 1       | Adam Freeman-Pask  | Wielka Brytania | 7:13,32 | FC    |
| 2       | Andriej Szewiel    | Rosja           | 7:16,33 | FC    |
| 3       | Tomasz Kucharski   | Polska          | 7:17,50 | FC    |
| 4       | Matti Jääskeläinen | Finlandia       | 7:22,64 | FD    |
| 5       | Mohamed Mhenni     | Tunezja         | 7:30,23 | FD    |
| 6       | Mete Yeltepe       | Turcja          | DNS     | FD    |

#### Półfinały C/D 2
| Miejsce | Zawodnik               | Kraj              | Czas    | Uwagi |
| ------- | ---------------------- | ----------------- | ------- | ----- |
| 1       | Alan Eber Armenta Vega | Meksyk            | 7:13,13 | FC    |
| 2       | Nikola Tomić           | Chorwacja         | 7:14,49 | FC    |
| 3       | Felipe Leal Atero      | Chile             | 7:14,83 | FC    |
| 4       | Gergely Kitka          | Węgry             | 7:17,79 | FD    |
| 5       | Robert Zechmann        | Stany Zjednoczone | 7:30,49 | FD    |
| 6       | Dimitry Margolin       | Izrael            | 7:33,16 | FD    |

### Półfinały A/B
Reguła kwalifikacji: 1-3 → FA, 4... → FB

#### Półfinały A/B 1
| Miejsce | Zawodnik               | Kraj      | Czas    | Uwagi |
| ------- | ---------------------- | --------- | ------- | ----- |
| 1       | Lorenzo Bertini        | Włochy    | 7:12,25 | FA    |
| 2       | Mohsen Shadi Naghadeh  | Iran      | 7:13,90 | FA    |
| 3       | Ilias Papas            | Grecja    | 7:15,82 | FA    |
| 4       | Takahiro Suda          | Japonia   | 7:16,69 | FB    |
| 5       | Jesús Álvarez González | Hiszpania | 7:25,15 | FB    |
| 6       | Jörg Lehnigk           | Niemcy    | 7:26,01 | FB    |

#### Półfinały A/B 2
| Miejsce | Zawodnik               | Kraj          | Czas     | Uwagi |
| ------- | ---------------------- | ------------- | -------- | ----- |
| 1       | Jaap Schouten          | Holandia      | 7:11,60  | FA    |
| 2       | Duncan Grant           | Nowa Zelandia | 7:12,24  | FA    |
| 3       | Sebastian Sageder      | Austria       | 7:14,13  | FA    |
| 4       | Lukáš Babač            | Słowacja      | 7:15,82  | FB    |
| 5       | Wouter Van der Fraenen | Belgia        | 7:25,83  | FB    |
| 6       | Miloš Stanojević       | Serbia        | 07:31,64 | FB    |

### Finał E
| Miejsce | Zawodnik         | Kraj    | Czas    | Uwagi |
| ------- | ---------------- | ------- | ------- | ----- |
| 1       | Dimitry Margolin | Izrael  | 7:43,04 |       |
| 2       | Makar Sargsjan   | Armenia | 7:57,52 |       |

### Finał D
| Miejsce | Zawodnik           | Kraj              | Czas    | Uwagi |
| ------- | ------------------ | ----------------- | ------- | ----- |
| 1       | Matti Jääskeläinen | Finlandia         | 7:21,20 |       |
| 2       | Gergely Kitka      | Węgry             | 7:23,59 |       |
| 3       | Robert Zechmann    | Stany Zjednoczone | 7:28,42 |       |
| 4       | Mohamed Mhenni     | Tunezja           | 7:30,01 |       |

### Finał C
| Miejsce | Zawodnik               | Kraj            | Czas    | Uwagi |
| ------- | ---------------------- | --------------- | ------- | ----- |
| 1       | Adam Freeman-Pask      | Wielka Brytania | 7:07,64 |       |
| 2       | Nikola Tomić           | Chorwacja       | 7:08,38 |       |
| 3       | Felipe Leal Atero      | Chile           | 7:12,17 |       |
| 4       | Tomasz Kucharski       | Polska          | 7:12,46 |       |
| 5       | Alan Eber Armenta Vega | Meksyk          | 7:16,44 |       |
| 6       | Andriej Szewiel        | Rosja           | DNS     |       |

### Finał B
| Miejsce | Zawodnik               | Kraj      | Czas    | Uwagi |
| ------- | ---------------------- | --------- | ------- | ----- |
| 1       | Jörg Lehnigk           | Niemcy    | 7:05,36 |       |
| 2       | Lukáš Babač            | Słowacja  | 7:05,38 |       |
| 3       | Takahiro Suda          | Japonia   | 7:09,60 |       |
| 4       | Wouter Van der Fraenen | Belgia    | 7:12,07 |       |
| 5       | Miloš Stanojević       | Serbia    | 7:13,70 |       |
| 6       | Jesús Álvarez González | Hiszpania | 7:20,30 |       |

### Finał A
| Miejsce | Zawodnik              | Kraj          | Czas    | Uwagi |
| ------- | --------------------- | ------------- | ------- | ----- |
|         | Duncan Grant          | Nowa Zelandia | 6:52,38 |       |
|         | Jaap Schouten         | Holandia      | 6:52,73 |       |
|         | Ilias Papas           | Grecja        | 6:55,00 |       |
| 4       | Lorenzo Bertini       | Włochy        | 6:58,27 |       |
| 5       | Mohsen Shadi Naghadeh | Iran          | 7:03,36 |       |
| 6       | Sebastian Sageder     | Austria       | 7:05,58 |       |